# Kumcshon
Kumcshon (hangul: 금천군, Kumcshon-kun, handzsa: 金川郡, RR: Kŭmch'ŏn-kun, ’aranypatak’) megye Észak-Koreában, Észak-Hvanghe (Hwanghae) tartományban. 1652-ben jött létre Ubonghjon (우봉현; 牛峰縣, Ubonghyŏn) és Kangumhjon (강음현; 江陰縣, Kangŭmhyŏn) egyesítéséből, ekkor nyerte el mai nevét, ami az Ubonghjon (Ubonghyŏn)t keresztülszelő Odzsocshon (오조천; 吾助川, Ojoch'ŏn) és a Kangumhjon (Kangŭmhyŏn) területén található Kumgjojok (금교역; 金郊驛, Kŭmgyoyŏk) nevéből ered. Ekkor emelték megyei rangra is.

## Földrajza
Északnyugatról Phjongszan (P'yŏngsan), északkeletről Singje (Sin'gye), keletről Thoszan (T'osan) és a Keszong (Kaesŏng) városhoz tartozó Csangphung (Changp'ung), délkeletről Keszong (Kaesŏng), délről a Keszong (Kaesŏng) városhoz tartozó Kephung (Kaep'ung), nyugatról Phjongszan (P'yŏngsan), a Dél-Hvanghe (Hwanghae) tartománybeli Pongcshon (Pongch'ŏn) és Pecshon (Paech'ŏn) határolja.
Legmagasabb pontja a 756 méter magas Ponghvaszan (봉화산; 烽火山, Ponghwasan).

## Közigazgatása
1 községből (up (ŭp)), 14 faluból (ri (ri)) áll:
| - Kumcshon-up (금천읍; 金川邑, Kŭmch'ŏn-ŭp) - Kangnam-ri (강남리; 江南里, Kangnam-ri) - Kangbuk-ri (강북리; 江北里, Kangbuk-ri) - Kjedzsong-ri (계정리; 鷄井里, Kyejŏng-ri) - Namdzsong-ri (남정리; 南亭里, Namjŏng-ri) - Tokszan-ri (덕산리; 德山里, Tŏksan-ri) - Rjanghap-ri (량합리; 兩合里, Ryanghap-ri) - Rjongszong-ri (룡성리; 龍城里, Ryongsŏng-ri) | - Munmjong-ri (문명리; 文明里, Munmyŏng-ri) - Pengma-ri (백마리; 白馬里, Paengma-ri) - Pegjang-ri (백양리; 白陽里, Paegyang-ri) - Singang-ri (신강리; 新江里, Sin'gang-ri) - Vonmjong-ri (원명리; 圓明里, Wŏnmyŏng-ri) - Voram-ri (월암리; 月岩里, Wŏram-ri) - Hjonne-ri (현내리; 縣內里, Hyŏnnae-ri) |

## Gazdaság
Kumcshon (Kŭmch'ŏn) megye gazdasága élelmiszeriparra, textil- és vegyiparra és mezőgazdaságra épül.

## Oktatás
Kumcshon (Kŭmch'ŏn) megye egy mezőgazdasági főiskolának, 16 általános és 17 középiskolának ad otthont.

## Egészségügy
A megye számos egészségügyi intézménnyel rendelkezik, köztük 1 megyei és számos más helyi kórházzal.

## Közlekedés
A megye közutakon a szomszédos helységek felől közelíthető meg. A megye vasúti kapcsolattal rendelkezik, a Phjongbu (P'yŏngbu) vonal része.